# Neogryllopsis storozhenkoi
Neogryllopsis storozhenkoi är en insektsart som beskrevs av Andrej Vasiljevitj Gorochov 1988. Neogryllopsis storozhenkoi ingår i släktet Neogryllopsis och familjen syrsor. Inga underarter finns listade i Catalogue of Life.